# Pesa Atribo
Pesa Atribo — зчленований дизельний потяг регіонального прямування виробництва Pesa SA, Польща.

## Опис
Atribo є розвитком попереднього Pesa 218M.
Має низьку підлогу і призначений для регіональних неелектрифікованих ліній.

У поїзді є два туалети, один з яких доступний для людей з обмеженими можливостями.
Поїзди можуть курсувати до трьох комплектів у потязі.
Італійська версія має 21 місце в першому класі (в 2 + 1) і 129 фіксованих і 4 відкидних місця у 2-му класі. 
Польська версія є другим класом і має лише 150 фіксованих місць і 7 місць, що відкидаються.
Atribo оснащений системою візуального та акустичного інформування пасажирів.
Комплекти Trenitalia мають двигун Voith.

## Використання

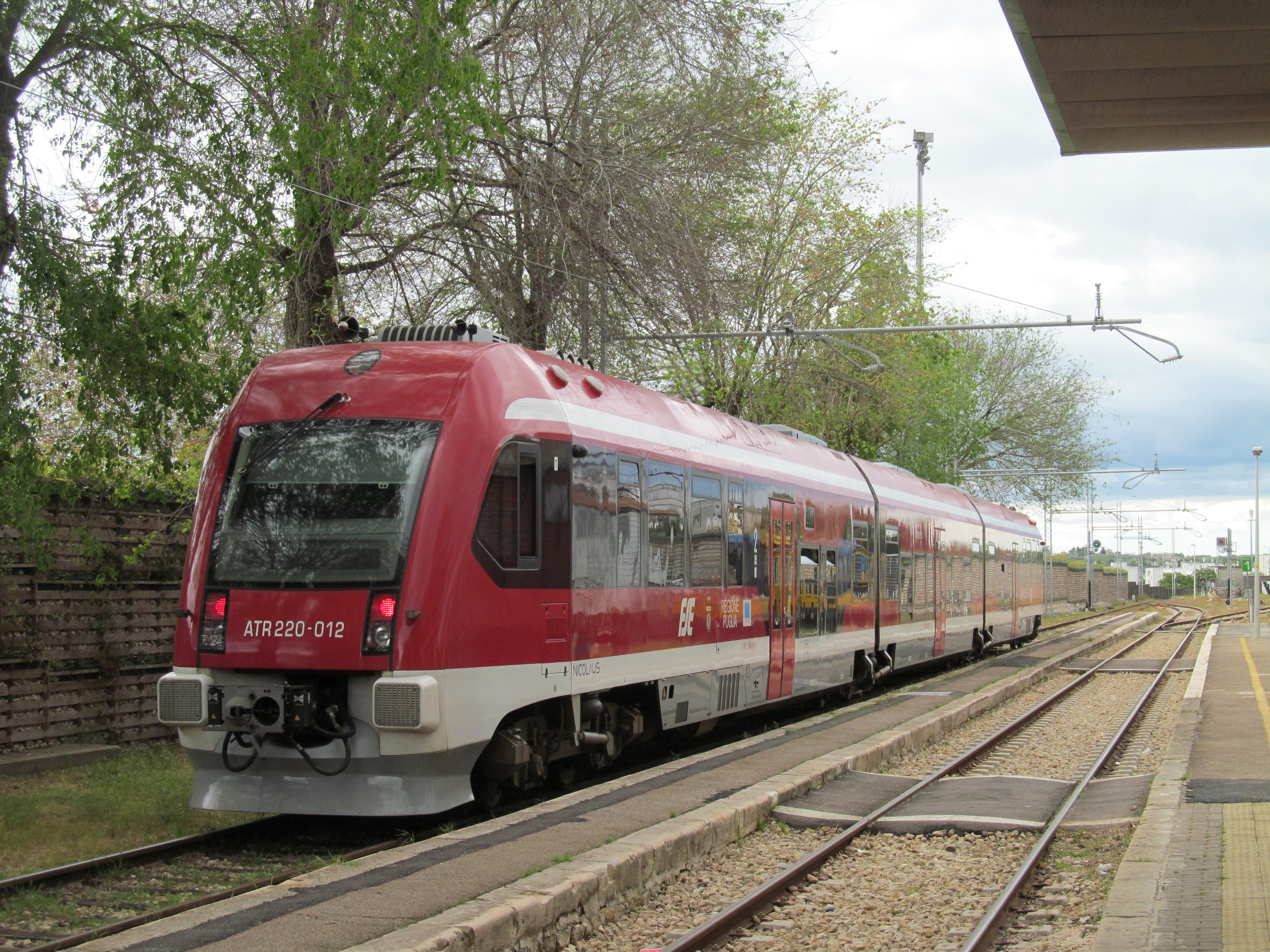
An FSE ATR 220.

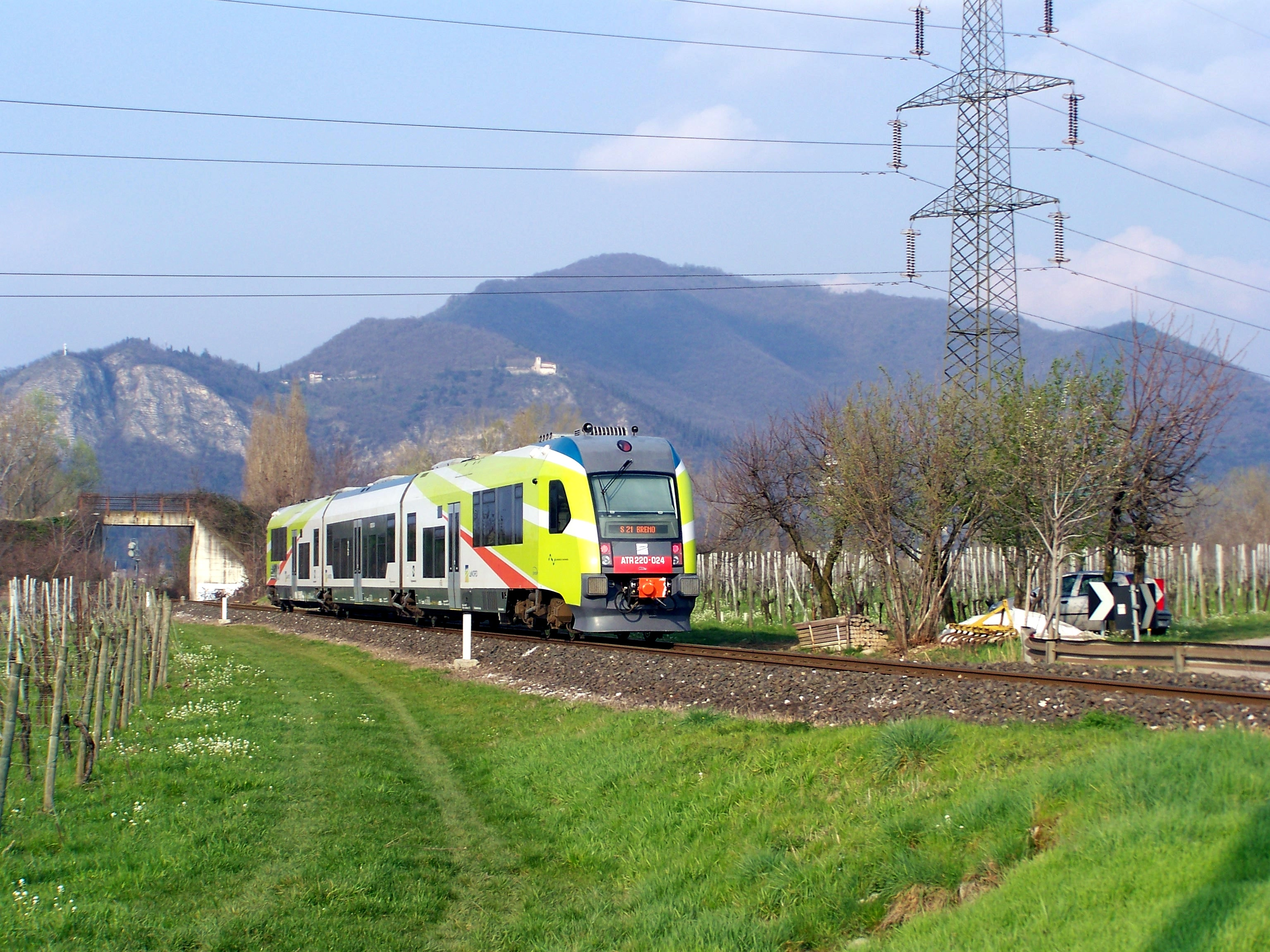
A Trenord ATR 220.

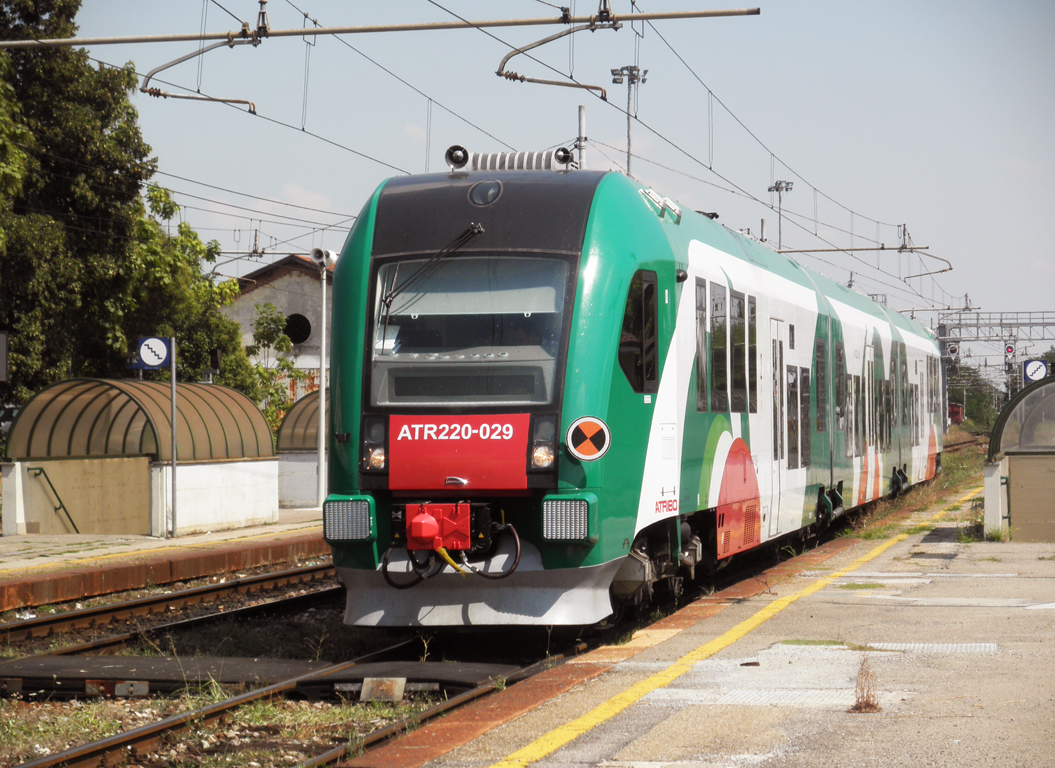
A FER ATR 220.

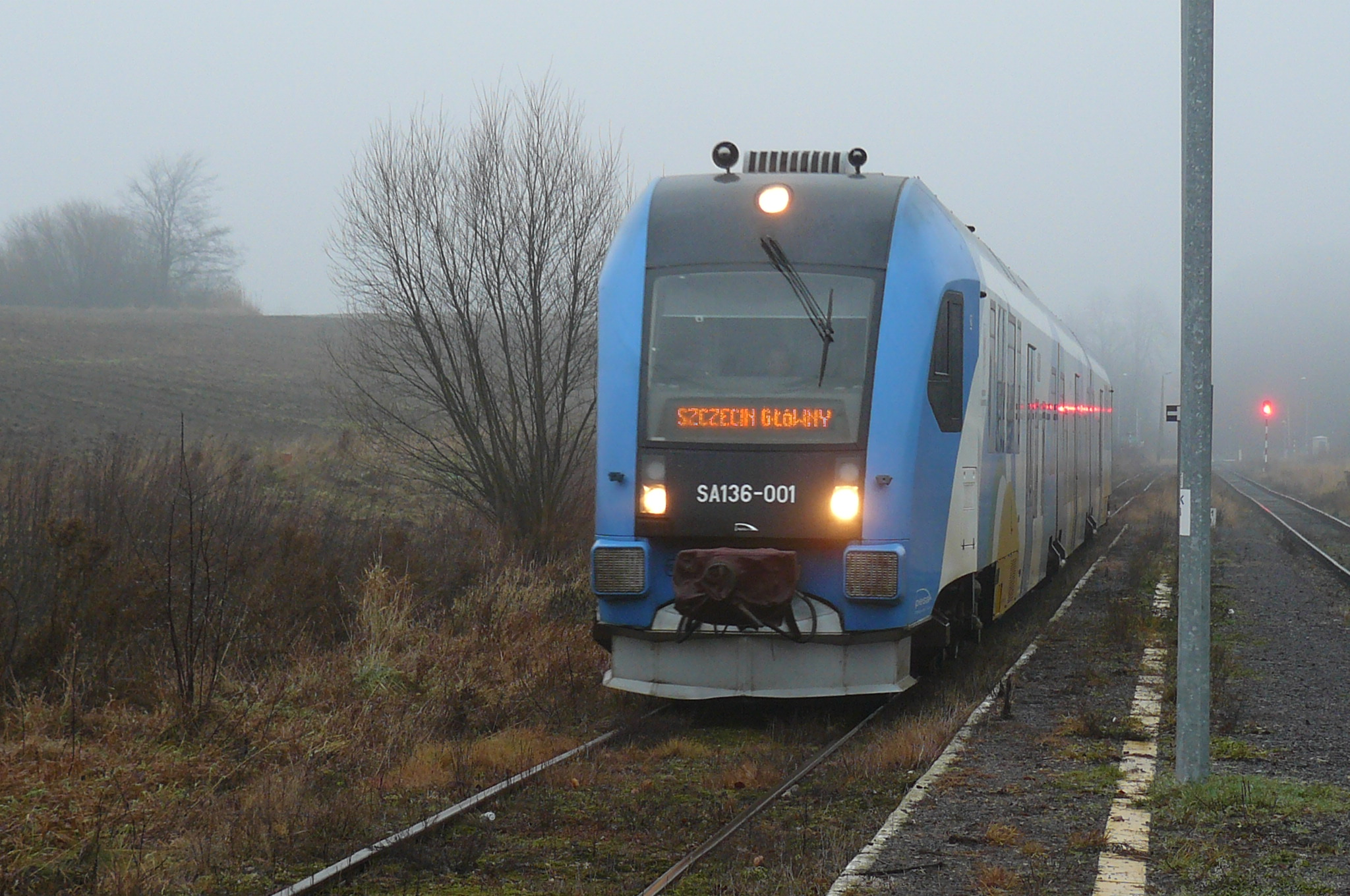
A Polish SA 136

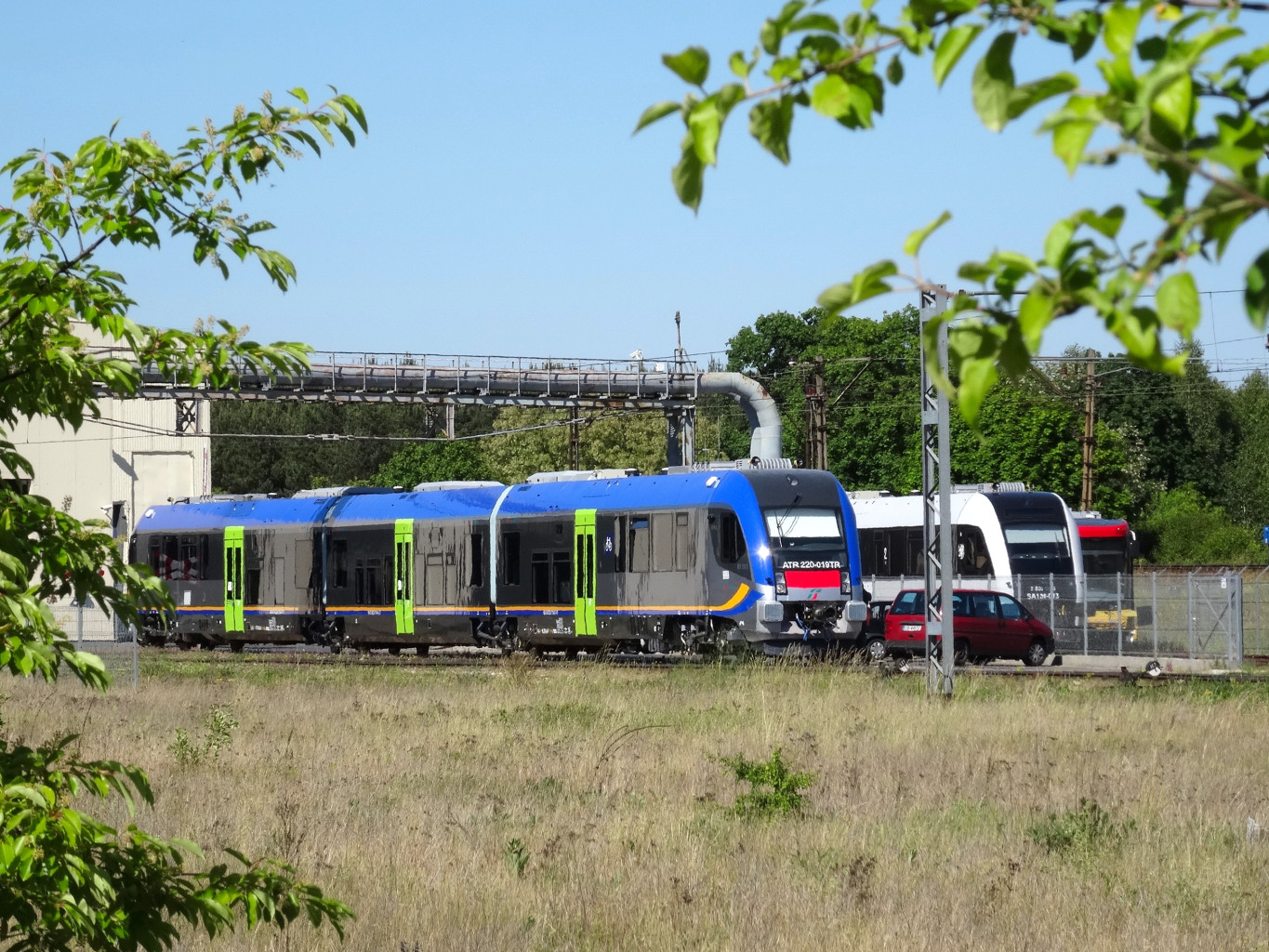
ATR 220Tr

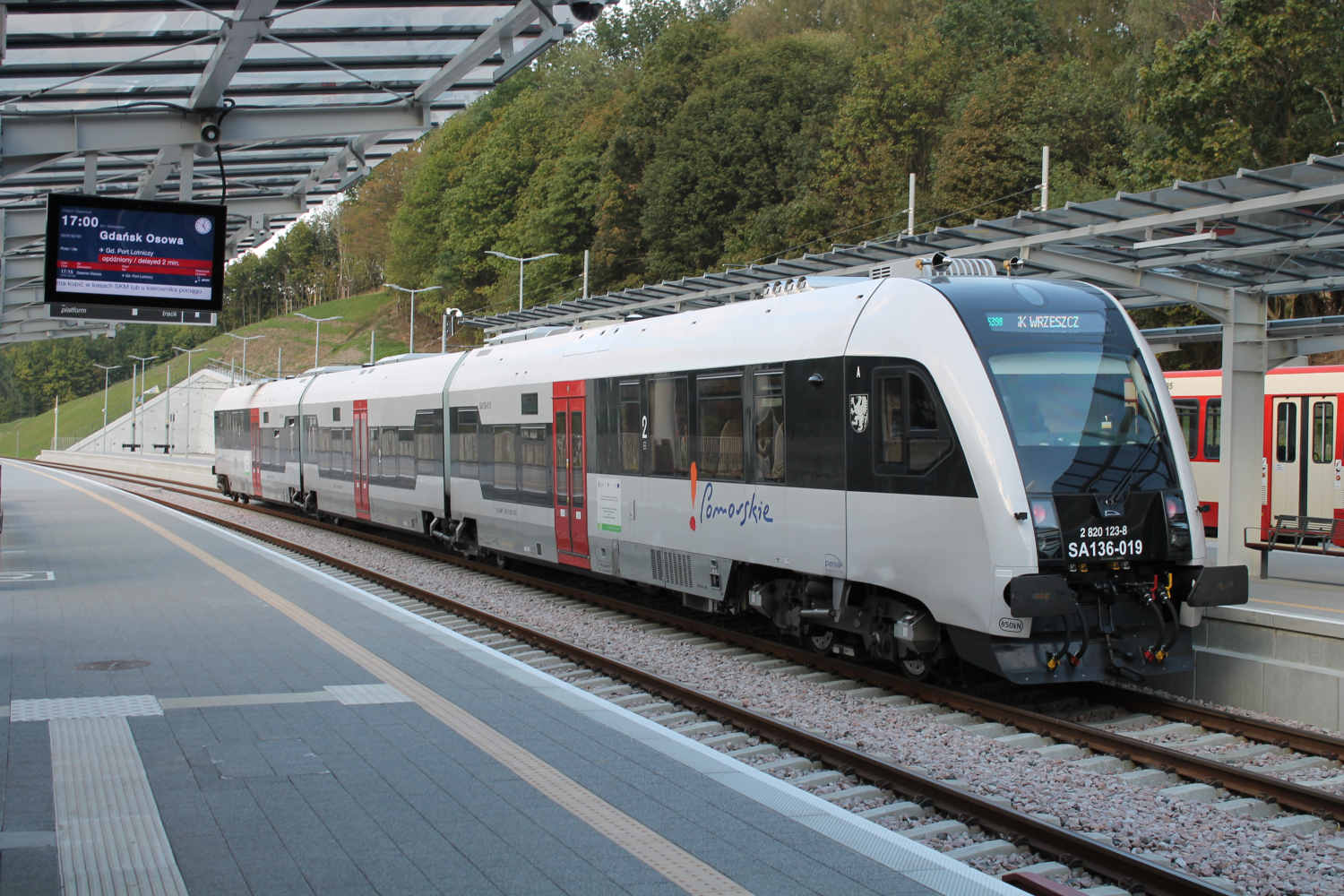
SA 136 Поморському воєводстві

| Країна | Оператор                                   | Клас      | Кількість | Рік       |
| ------ | ------------------------------------------ | --------- | --------- | --------- |
| Італія | Ferrovie del Sud Est (FSE)                 | ATR 220   | 27        | 2008-2010 |
| Італія | Trenord                                    | ATR 220   | 2         | 2009      |
| Італія | Trasporto Passeggeri Emilia-Romagna (TPER) | ATR 220   | 12        | 2009-2010 |
| Італія | Trenitalia                                 | ATR 220Tr | 40        | 2014-     |
| Польща | Polregio                                   | SA 136    | 12        | 2010      |
| Польща | Polregio                                   | SA 136    | 7         | 2014      |

### Ferrovie del Sud Est
Контракт з «Ferrovie del Sud Est» на постачання 13 комплектів Atribo був підписаний 12 червня 2006 року.
26 лютого 2007 року FSE, використовуючи опції, включені в підписаний контракт, розширила замовлення до 23 одиниць.
Постачання почалося 15 липня 2008 року.

У березні 2010 року підписано новий контракт на наступні 4 комплекти.

FSE використовує свій Pesa Atribo в регіоні Апулія.
Вони обслуговують Барі, Мартіна-Франка, Таранто та Лечче.

### Ferrovie Nord Milano
FNM замовив два потяги Pesa Atribo 17 лютого 2009 р.
 
Вони були передані оператору 9 квітня 2009 р. у Брешії.
Потяги призначені для руху за маршрутом Брешія - Ізео - Едоло.

### Ferrovie Emilia-Romagna / Trasporto Emilia-Romagna Passeggeri
19 травня 2009 року було підписано контракт з Ferrovie Emilia Romagna на вісім потягів Atribo
 
для роботи на лініях Болонья — Портомаджоре та Казалеккіо — Віньола.

Перші три потяги були поставлені 25 червня 2009 року.

Пізніше було підписано угоду на постачання чотирьох додаткових потягів.

### Західнопоморське воєводство
29 січня 2010 року регіон підписав угоду про закупівлю 10 потягів Atribo з можливістю додавання ще двох одиниць, з яких опції були використані у вересні 2010 року.

Перші два потяги були доставлені 25 червня, а 27 червня 2010 р. і почали свою діяльність у Західнопоморському регіональному транспортному управлінні.
Транспортні засоби приписані до депо в Колобжегу та були призначені в першу чергу для роботи маршрутів Щецин - Колобжег (- Кошалін) і Щецин - Щецинек.
Транспортні засоби час від часу курсують за маршрутом Кошалін – Мєльно Кошалін, який підтримується переважно класом SA103, і Славно – Дарлово, який підтримується головним чином класами SA109 та SA110.
У разі виходу з ладу класу EN57 для Західнопоморського воєводства, комплекти Atribo замінюють їх на електрифікованих маршрутах, таких як Щецин – Бялогард, Щецин – Грифіно та Щецин – Кам’єн-Поморський.
З 29 серпня 2012 року Atribo також використовуються на лінії Щецин - Піла, а з червня 2013 року також до щецинського аеропорту Голенюв (на маршруті Щецин - Колобжег).

### Trenitalia
12 грудня 2013 року Pesa підписала в Римі контракт із Trenitalia на постачання 40 потягів Atribo з можливістю придбання додаткових 20.
 
Передача першого потягу італійському національному перевізнику відбулася в листопаді 2014 року та наприкінці 2014 року. постачання заплановано на липень 2015 р.

Наприкінці липня 2014 р. перший транспортний засіб було випробувано на експериментальній колії Залізничного інституту поблизу Жмігруд
, 
а 20 серпня його було доставлено до Пізи та призначено для проведення необхідних випробувань залучити ці транспортні засоби для пересування італійською залізничною мережею.

4 грудня 2014 року офіційна презентація агрегату відбулася на Терміні в Римі.

Потяги були придбані для заміни старих серій FS Class ALn 668 і FS Class ALn 663
[ 17] 
і працюють у регіонах Тоскана, Абруццо, Калабрія, Марке та Венето. 
Потяги відомі на Trenitalia як Swing.
Станом на грудень 2015 року було поставлено 32 із 40 потягів.

### Поморське воєводство
2 вересня 2014 року уряд Помор'я підписав контракт на постачання від Pesa 7 комплектів Atribo та 2 комплектів Pesa 218Mc, які працюють на Поморській залізниці.

Потяги почали курсувати з урочистим відкриттям столичної залізниці 1 вересня 2015 року.